# 甲府国際カントリークラブ
甲府国際カントリークラブ（こうふこくさいカントリークラブ）は、山梨県笛吹市にあるゴルフ場である。

## 概要
「甲府国際カントリークラブ」は、甲府盆地の東南端の御坂山地、町域南西には笛吹川が流れる、戦国時代には甲斐国守護職だった武田信虎の居所があり、江戸時代には石和代官所が置かれた位置にある。また、富士山を見渡すことができ、百名山を有する南アルプスの山々を展望することが出来る景観が良いロケーションの所にある。　　　　　　　　
1962年（昭和37年）に、山梨県が相模鉄道に富士山麓の観光開発について協力要請を行ったことに始まる。相模鉄道（現 相鉄ホールディングス）により、1965年（昭和40年）9月19日に『御坂国際カントリークラブ』として開業した。クラブ会員は、県庁のある甲府市に近いこともあり多くの地元著名人が集まった。建設用地は、笛吹市御坂地区、コース設計は浅見緑蔵に依頼し、18ホール規模のゴルフ場の造成工事が着工された。 1965年（昭和40年）9月19日、18ホールの造成工事が完了。山梨県で第3番目に開場された歴史あるゴルフ場である。1966年（昭和41年）12月4日に『甲府国際カントリークラブ』に改称された。
浅見緑蔵は、1928年（昭和3年）、第2回日本オープンゴルフ選手権競技、第3回日本プロゴルフ選手権大会、1931年（昭和6年）、第5回日本オープンゴルフ選手権競技、第6回日本プロゴルフ選手権で優勝した昭和を代表するプロゴルファーである。1963年（昭和38年）、日本プロゴルフ協会の第2代理事長（現・会長）に就任、ゴルフ場の設計も手がけ日本ゴルフ界の歴史を作った一人である。
コースは、甲府盆地を見下ろす丘陵コースで、自然の地形を生かしたレイアウトと赤松や白樺の巨木に囲まれた箱庭的な風景である。特に桜や桃の開花時期はすばらしく、眼下には桃の絨毯の様に広がる景色は桃源郷の趣がある。フェアウェイとグリーンは、微妙なアンジュレーションがあり、戦略性に富んだ挑戦意欲を掻き立てるコースレイアウトである。
2012年（平成24年）12月21日、甲府国際カントリークラブの経営会社「相鉄ゴルフ株式会社」の親会社「相鉄ホールディングス株式会社」は、全株式を「株式会社市川ゴルフ興業」へ譲渡すると発表した。同日、親会社が交代するだけで、相鉄ゴルフは「株式会社甲府国際カントリークラブ」に称号変更された。

## 所在地
〒406-0812 山梨県笛吹市御坂町下黒駒3193番地

## コース情報
- 開場日 - 1965年9月19日
- 設計者 - 浅見緑蔵
- 面積 - 982,000m2（約29.7万坪）
- コースタイプ - 丘陵コース
- コース - 18ホールズ、パー72、6,565ヤード、コースレート71.8
- フェアウェー - コウライ
- ラフ - ノシバ
- グリーン - 2グリーン、ベント（ペンクロス）
- ハザード - バンカー44、池が絡むホール1
- ラウンドスタイル - キャディ付22組・セルフ併用、全組5人乗りリモコン式乗用カート、1組4人が原則、状況によりツーサム可
- 練習場 - 8打席183ヤード
- 休場日 - 不定休[5][6]

## クラブ情報
- ハウス面積 - 1,485m2（449.2坪）
- ハウス設計 - 大成建設 株式会社
- ハウス施工 - 大成建設 株式会社[5][6]

## ギャラリー
- コース - [7]
- ハウス - [8]

## 交通アクセス
- 鉄道 - 中央本線（JR東日本） - 石和温泉駅より タクシー利用 約20分[9]
- 道路 - 中央自動車道 - 一宮御坂ICより 5Km[9]

## 関連文献
- 『ゴルフ場ガイド 東版』、2006-2007、「甲府国際カントリークラブ」、東京 ゴルフダイジェスト社、2006年5月